# Catedral basílica de la Asunción de Santa María (Ariano Irpino)
La Catedral Basílica de la Asunción de Santa María o simplemente Catedral de Ariano Irpino (en italiano: Basilica Cattedrale di S. Maria Assunta) Es una catedral católica en Ariano Irpino, en la provincia de Avellino, Campania, Italia, dedicada a la Asunción de la Virgen María. Fue sede episcopal de la diócesis de Ariano, y ahora es la de la diócesis de Ariano Irpino-Lacedonia.
La catedral de Ariano es un edificio románico en planta de cruz latina, con tres naves debajo de la Bóveda de arista, cruzado por un transepto elevado, terminando en el presbiterio. La catedral está dedicada a la Asunción de la Virgen María y a San Ottone Frangipane, principal protector de la ciudad. En 1984, el entonces papa Juan Pablo II le concedió el título de basílica menor.

## Véase también

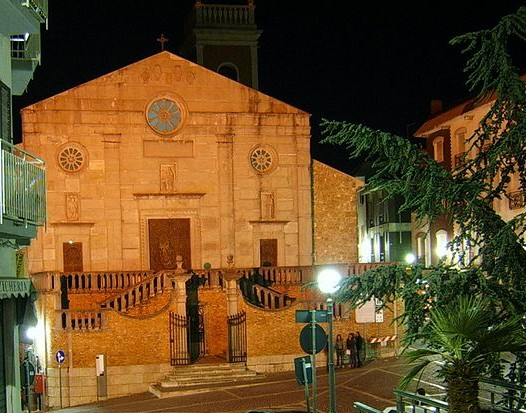
Vista nocturna